# 육종관
육종관(陸鍾寬, 1893년 6월 13일~1965년 12월 26일)은 육영수의 아버지이며 본관은 옥천이다. 민주공화당 국회의원을 지낸 육인수는 그의 장남(적장자)이며 1885년생으로 8년 연상인 그의 조카 육정수는 형 육종윤의 아들이었다.

## 생애
1893년에 충청북도 옥천군 능월리에서 대지주 육용필의 자식 5남매 중 막내로 태어난 육종관은 형들이 출향하여 출세하자, 자신은 고향에 남아 집안의 재산을 관리했다. 형인 육종윤은 소설가인 삼촌 육용정의 양자로 갔는데, 갑신정변에 가담하기도 했다. 육종윤의 아들이 육정수였다.
그는 본처인 이경령과의 사이에서 난 자식은 4명(1남 3녀)이고, 본처 이외에 3명의 첩으로부터 18명의 자식을 더 낳아 도합 22명(12남 10녀)의 자식을 두었다. 딸 육영수와 박정희의 결혼에 반대하여 1950년 12월에 있었던 결혼식에 끝내 참석하지 않았다. 육종관은 박정희가 1961년 5·16 군사정변에 성공하여 대통령에 취임한 뒤에도 청와대를 한 번도 방문하지 않았다. 1965년 사망 직전 병문안을 온 박정희에게 자신이 부덕하여 큰 인물을 알아보지 못하였다고 사과하였다.

## 가족 관계
| 관계        | 이름           | 출생일           | 사망일           | 활동사항                           |
| ----------- | -------------- | ---------------- | ---------------- | ---------------------------------- |
| 할아버지    | 육병규         | 미상             | 미상             | 작은아버지의 양아버지              |
| 할아버지    | 육병두         | 1811년           | 1849년           | 아버지와 작은아버지의 친아버지     |
| 할머니      | 성주 이씨      | 미상             | 미상             |                                    |
| 아버지      | 육용필         | 1838년           | 1921년           |                                    |
| 어머니      | 이씨           | 1841년           | 1936년           |                                    |
| 이복 큰형   | 육종윤         | 1863년           | 사망년도 불명    | 갑신정변에 참여, 일본으로 망명     |
| 이복 조카   | 육정수         | 1885년           | 1949년           | 자신보다 연상                      |
| 이복 둘째형 | 육종면         | 1880년           | 1935년           | 선장, 변호사                       |
| 이복 누나   | 육씨           | 미상             | 미상             | 기혼 및 출가                       |
| 동복 셋째형 | 육종선         |                  |                  | 일찍 죽음                          |
| 아내        | 이경령(李慶齡) | 1896년 1월 25일  | 1976년 3월 25일  | 이종림(1862~1933)의 딸             |
| 처남        | 이씨           | 미상             | 미상             |                                    |
| 딸          | 육인순(陸寅順) | 1914년 5월 10일  | 1972년 10월 30일 | 서울특별시 시립부녀사업관 관장     |
| 아들        | 육인수(陸寅修) | 1919년 12월 3일  | 2001년 6월 25일  | 제6·7·8·9·10대 국회의원 5선        |
| 딸          | 육영수(陸英修) | 1925년 11월 29일 | 1974년 8월 15일  | 제5·6·7·8·9대 대통령 박정희의 아내 |
| 딸          | 육예수(陸禮修) | 1929년 5월 1일   | 2024 년 5월 15일 | 조태호(趙泰浩)와 결혼              |
| 숙부        | 육용정(陸用鼎) | 1843년 1월 1일   | 1917년 6월 14일  | 조선 말기의 작가, 소설가, 철학자   |
| 숙모        | 능성 구씨      | 미상             | 미상             |                                    |
| 외손녀      | 박근혜(朴槿惠) | 1952년 2월 2일   |                  | 제18대 대통령                      |
| 외손녀      | 박근령(朴槿姈) | 1954년 6월 30일  |                  | 신동욱과 결혼                      |
| 외손자      | 박지만(朴志晩) | 1958년 12월 15일 |                  | 변호사 서향희와 결혼               |

## 육종관을 연기한 배우

### TV 드라마
- 신귀식 - (제3공화국, 1993년 문화방송)